# Perfluoroizobuten
Perfluoroizobuten (PFIB) je perfluoroogljikov ustreznik izobutena in ima formulo (CF3)2C=CF2. Gre za alken v obliki brezbarvnega plina, ki je znan kot zelo strupen perfluoroalken. Le malo preprostih alkenov je tako strupenih.

## Varnost
Perfluoroizobuten je precej strupen z LCt = 880 mg⋅min⋅m−3 (pri miših). Je snov s seznama 2 Konvencije o kemičnem orožju.
Perfluoroizobuten je zelo reaktiven z nukleofili. Zlahka hidrolizira, pri čemer nastane razmeroma neškodljiv (CF3)2CHCO2H, ki zlahka dekarboksilira v heksafluoropropan. Tvori adicijske spojine s tioli, tovrstna reaktivnost pa je lahko povezana z njegovo toksičnostjo.
PFIB je produkt pirolize politetrafluoroetilena (PTFE).